# De meesterdief (Grimm)

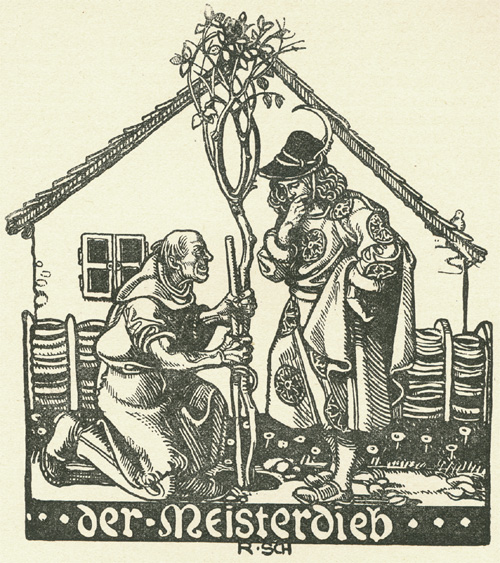
Houtsnede door Rudolf Schiestl

De meesterdief is een sprookje uit Kinder- und Hausmärchen met volgnummer KHM192, opgetekend door de gebroeders Grimm. De oorspronkelijke naam is Der Meisterdieb.

## Het verhaal
Een oude man en vrouw rusten voor hun huisje als er een koets met vier zwarte paarden aangereden komt. Een rijke heer stapt uit de koets en zegt dat hij graag aardappelen wil eten. De vrouw wast de aardappels en raspt ze om er knoedels van te maken. De boer gaat met de heer naar de tuin en hij laat kuilen zien, waar hij bomen wil planten. De heer vraagt of de boer geen kinderen heeft om hem met het werk te helpen, maar het antwoord is nee. Lang geleden is de zoon de wijde wereld in getrokken, hij haalde alleen streken uit en wilde niet leren. De boer plant een boompje en zet er een paal naast. Hij bindt de stam aan de paal en de heer vraagt waarom hij de knoestige kromme boom ook niet aan een rechte paal bindt. De boer antwoordt dat niemand de oude boom nog recht kan krijgen, je kan ze alleen leiden als ze nog jong zijn.
De heer vraagt of de boer zijn zoon nog zou herkennen en de boer antwoordt dat zijn zoon een moedervlek op zijn schouder heeft in de vorm van een boon. De vreemdeling trekt zijn jasje uit en laat de moedervlek zien. De oude man krijgt weer liefde voor zijn kind en vraagt hoe hij zo rijk geworden is. De heer vertelt dat hij een dief is geworden, niet zomaar een dief maar een meesterdief. Hij neemt alleen van de rijken en armen geeft hij liever iets dan hen iets af te nemen. De boer zegt dat een dief een dief blijft en dit niet goed zal aflopen en de moeder begint te huilen als ze hoort wat er aan de hand is. Ze is blij haar zoon weer te zien en ze eten de eenvoudige kost. De boer waarschuwt zijn zoon voor de graaf, die hem ten doop hield, die hem zal ophangen aan de galg als hij hoort wat de jongen geworden is.
De jongen gaat toch naar het kasteel. De graaf ontvangt de meesterdief hoffelijk en als hij hoort dat het zijn petekind is, wil hij zijn kunsten op de proef stellen. Als de proef niet slaagt, moet de jongen bruiloft vieren met de dochter van de touwslager. Het gekras van de raven zal dan zijn muziek zijn. De meesterdief wil dan dat de graaf drie opdrachten bedenkt en de eerste is de diefstal van zijn lievelingspaard. Als tweede moet de dief het laken onder de graaf en zijn vrouw wegtrekken terwijl ze slapen, bovendien moet hij de trouwring van de vinger van de vrouw van de graaf halen. Als derde moet de meesterdief de pastoor en koster uit de kerk ontvoeren. De meesterdief gaat naar een stad en koopt kleding van een oude boerenvrouw. Hij schildert zijn gezicht bruin en tekent er rimpels op.
Met een vaatje Hongaarse wijn met slaapmiddel gaat de meesterdief terug naar het kasteel. Hij gaat op een steen zitten en hoest als een oude vrouw. Soldaten zien hem en nodigen hem uit bij het vuur, waarna ze van het vaatje drinken. Ook de soldaten in de stal, waarvan één de teugels van het paard vasthoudt, de tweede zit op het paard en de derde houdt zijn staart vast, drinken ervan. De man op het paard blijft slapend zitten en de meesterdief takelt hem met zadel en al omhoog. Hij wikkelt oude lappen om de hoeven van het paard en neemt het mee. Met het gestolen paard gaat de meesterdief de volgende dag naar het kasteel en laat de graaf zien dat de eerste opdracht is volbracht. Het echtpaar sluit de deuren af en de meesterdief snijdt een lijk van de galg los en draagt het naar het kasteel.
De meesterdief klimt met het lijk een ladder op en als het hoofd van de dode voor het slaapkamerraam verschijnt, schiet de graaf op de boosdoener. De meesterdief verstopt zich en in de maneschijn ziet hij hoe de graaf naar beneden klimt en de dode in een kuil legt. De meesterdief gaat naar de slaapkamer en zegt de vrouw dat de dief dood is, maar hij dit niet aan de grote klok wil hangen. Hij wil het lijk begraven in de tuin en vraagt om het laken en de trouwring. De vrouw haalt met tegenzin de ring van haar vinger en de dief gaat ervandoor. De volgende ochtend krijgt de graaf het laken en de ring en hij vraagt zich af of de meesterdief kan toveren. Hij vraagt zich af wie hem uit het graf heeft gehaald en hoort dat er een andere boosdoener is begraven.
De meesterdief gaat 's nachts met een zak en grote bundel onder zijn arm en een lantaarn in zijn hand naar de dorpskerk. In de zak zitten kreeften en in de bundel korte waskaarsen. Op het kerkhof plakt hij de kaarsen op de rug van de kreeften en laat ze kruipen. Hij trekt een lang zwart gewaad aan als een monnikspij en plakt een grijze baard op zijn kin. Hij gaat de kerk in en klimt op de kansel, waarna hij met luide stem het einde der tijden aankondigt. Degene die naar de hemel wil moet in zijn zak kruipen, de overledenen kruipen al op het kerkhof rond om hun gebeente te verzamelen. De pastoor en koster zien de lichtjes op het kerkhof en ze luisteren naar de preek. Ze willen voor de Jongste Dag gemakkelijk naar de hemel en ze gaan snel naar de kerk en klimmen in de zak.
De dief bindt de zak vast en sleept hem de kanseltrap af. Hij vertelt de dwazen dat ze over de bergen gaan en door de natte wolken. Bij de trap van het kasteel vertelt hij dat ze zijn beland op de trap naar de hemel en hij duwt de zak in de duiventil. Hij vertelt dat de dwazen de engelen kunnen horen vliegen en doet de duiventil op slot. De volgende ochtend vertelt de meesterdief dat ook de derde opdracht is volbracht en de graaf kijkt in de duiventil. Hij bevrijdt de koster en de pastoor en geeft zich gewonnen. De meesterdief wordt gespaard, maar moet het land verlaten. De aartsdief neemt afscheid van zijn ouders en niemand heeft nog iets van hem gehoord.

## Achtergronden bij het sprookje
- Het sprookje komt uit Thüringen en was opgetekend in het Zeitschirft für deutsches Alterthum (1843).
- Vergelijk De gauwdief en zijn meester (KHM68).
- Het motief van de meesterdief is zeer oud en komt in vele culturen voor. Herodotus vond het in Egypte en noemde het in zijn Historiën. Het komt ook voor in Duizend-en-één-nacht.
- Er is een volksverhaal uit Nederland met dezelfde titel, zie De meesterdief.